# Trofej prvakinja 1999. (hokej na travi)
7. Trofej prvakinja se održao 1999. godine.

## Mjesto i vrijeme održavanja
Održao se od 10. do 19. lipnja 1999.
Utakmice su se igrale u australskom gradu Brisbaneu, na stadionu State Hockey Centreu.
Natjecanja su se održala usporedno s muškim natjecanjem za Prvački trofej.

## Natjecateljski sustav
Ovaj turnir se igralo po jednostrukom ligaškom sustavu. Za pobjedu se dobivalo 3 boda, za neriješeno 1 bod, a za poraz nijedan bod. 
Nakon ligaškog dijela, igralo se za poredak. Prva i druga djevojčad na ljestvici je doigravala za zlatno odličje, treće i četvrte za brončano odličje, a pete i šeste na ljestvici za 5. i 6. mjesto.
Susrete se igralo na umjetnoj travi.
Nakon ovog turnira, Trofej prvakinja je postao športskim događajem koji se održava svake godine.

## Sudionice
Sudjelovale su djevojčadi: domaćin i braniteljice naslova Australija, Njemačka, Nizozemska, J. Koreja, Argentina i Novi Zeland.

## Sastavi

### Argentina
Trener: Sergio Vigil
| - ( 1.) Mariela Antoniska (vratarka) - ( 2.) Agustina García - ( 3.) Magdalena Aicega - ( 4.) Silvina Corvalán - ( 5.) Anabel Gambero - ( 6.) Ayelén Stepnik - ( 7.) María de la Paz Hernández - ( 8.) Luciana Aymar | - ( 9.) Alejandra Gulla - (10.) Jorgelina Rimoldi - (11.) Karina Masotta (kapetanica) - (12.) Mariana González Oliva - (13.) Paola Vukojicic (vratarka) - (14.) Mercedes Margalot - (16.) Cecilia Rognoni - (17.) Andrea Haines - (18.) Inés Arrondo |

### Australija
Trener: Ric Charlesworth
| - ( 2.) Louise Dobson - ( 3.) Karen Smith - ( 4.) Alyson Annan - ( 5.) Juliet Haslam - ( 6.) Bianca Langham - ( 7.) Alison Peek - ( 9.) Claire Mitchell-Taverner - (12.) Brooke Morrison | - (13.) Lisa Carruthers - (14.) Rechelle Hawkes (kapetanica) - (15.) Clover Maitland (vratarka) - (16.) Michelle Andrews - (17.) Rachel Imison (vratarka) - (18.) Kristen Towers - (28.) Julie Towers - (29.) Renita Garard - (31.) Katrina Powell - (32.) Nikki Mott |

### Njemačka
Trener: Berti Rauth
| - ( 1.) Julia Zwehl (vratarka) - ( 2.) Birgit Beyer (vratarka) - ( 5.) Nadine Ernsting-Krienke - ( 6.) Inga Möller - ( 7.) Natascha Keller - ( 8.) Melanie Cremer - ( 9.) Friederike Barth - (11.) Cornelia Reiter | - (12.) Britta Becker - (13.) Marion Rodewald - (14.) Philippa Suxdorf - (15.) Heike Lätzsch - (16.) Katrin Kauschke (kapetanica) - (17.) Badri Latif - (22.) Simone Grässer - (24.) Fanny Rinne - (25.) Caroline Casaretto - (32.) Franziska Gude |

### Nizozemska
```
Vratarke

 [ 1.] 
Clarinda Sinnige

 [ 2.] 
Daphne Touw
 

Obrana

 [ 4.] 
Julie Deiters
 
 [ 8.] 
Dillianne van den Boogaard
 
 [11.] 
Ageeth Boomgaardt

 [12.] 
Myrna Veenstra

 [18.] 
Minke Booij

Vezni red

 [ 3.] 
Macha van der Vaart
 
 [ 7.] 
Hanneke Smabers

 [ 9.] 
Margje Teeuwen
 
 [13.] 
Minke Smabers

 [14.] 
Carole Thate
 ©

Napad

 [ 5.] 
Fatima Moreira de Melo

 [ 6.] 
Karlijn Petri

 [10.] 
Mijntje Donners

 [15.] 
Fleur van de Kieft

 [16.] 
Suzan van der Wielen

 [17.] 
Eefke Mulder
 

Trener:
                   
Tom van 't Hek

Menedžer:
                 
Lisette Sevens
 

Liječnik:
                 Simone van Haarlem

Fizioterapeut:
            Johannes Veen

"Videoman":
               Roberto Tolentino
```

### Novi Zeland
Trener: Jan Borren
| - ( 1.) Skippy McGregor - ( 2.) Moira Senior - ( 3.) Kylie Foy - ( 4.) Sandy Bennett - ( 5.) Toni Mason - ( 6.) Rachel Petrie - ( 7.) Anna Lawrence (kapetanica) - ( 8.) Robyn Matthews | - ( 9.) Jenny Duck - (10.) Kate Trolove - (11.) Michelle Turner - (12.) Mandy Smith - (13.) Lisa Walton - (14.) Suzie Pearce - (15.) Anne-Marie Irving (vratarka) - (16.) Helen Clarke (vratarka) - (17.) Caryn Paewai - (18.) Diana Weavers |

### J. Koreja
Trener: Kim Seon-Dong
| - ( 1.) Park Yong-Sook (vratarka) - ( 2.) Lee Jin-Hee - ( 3.) Kim Mi-Hyun - ( 4.) Yoo Hee-Joo - ( 5.) Lee Mi-Seong - ( 6.) Lee Sun-Hwa - ( 7.) Kim Eun-Jin - ( 8.) An Mi-Kyung | - ( 9.) Oh Ko-Woon - (10.) Park Eun-Kyung - (11.) Kim Seong-Eun - (12.) Kim Soo-Jung - (13.) Park Hyun-Lee - (14.) Oh Soo-Jin - (15.) Lee Eun-Young (kapetanica) - (16.) Soo Ja-Ko (vratarka) - (17.) Woo Hyun-Jung - (18.) Cho Bo-Ra |

## Rezultati natjecanja u skupini
- četvrtak, 10. lipnja 1999.

| susret br. 1 |       |            |  |
| Argentina    | 0 : 3 | Nizozemska |  |
|              |       |            |  |

| susret br. 2 |       |             |  |
| Australija   | 5 : 1 | Novi Zeland |  |
|              |       |             |  |

- petak, 11. lipnja 1999.

| susret br. 3 |       |          |  |
| Argentina    | 2 : 1 | Njemačka |  |
|              |       |          |  |

| susret br. 4 |       |           |  |
| Nizozemska   | 3 : 2 | J. Koreja |  |
|              |       |           |  |

- subota, 12. lipnja 1999.

| susret br. 5 |       |          |  |
| Australija   | 6 : 2 | Njemačka |  |
|              |       |          |  |

| susret br. 6 |       |             |  |
| J. Koreja    | 0 : 1 | Novi Zeland |  |
|              |       |             |  |

- nedjelja, 13. lipnja 1999.

| susret br. 7 |       |            |  |
| Argentina    | 2 : 4 | Australija |  |
|              |       |            |  |

| susret br. 8 |       |             |  |
| Nizozemska   | 2 : 1 | Novi Zeland |  |
|              |       |             |  |

- ponedjeljak, 14. lipnja 1999.

| susret br. 9 |       |           |  |
| J. Koreja    | 0 : 2 | Argentina |  |
|              |       |           |  |

| susret br. 10 |       |            |  |
| Njemačka      | 3 : 2 | Nizozemska |  |
|               |       |            |  |

- utorak, 15. lipnja 1999.

| susret br. 11 |       |             |  |
| Njemačka      | 4 : 1 | Novi Zeland |  |
|               |       |             |  |

| susret br. 12 |       |           |  |
| Australija    | 6 : 0 | J. Koreja |  |
|               |       |           |  |

- četvrtak, 17. lipnja 1999.

| susret br. 13 |       |           |  |
| Njemačka      | 4 : 0 | J. Koreja |  |
|               |       |           |  |

| susret br. 14 |       |             |  |
| Argentina     | 2 : 2 | Novi Zeland |  |
|               |       |             |  |

| susret br. 15 |       |            |  |
| Australija    | 1 : 1 | Nizozemska |  |
|               |       |            |  |

### Ljestvica nakon natjecanja u skupini
```
 1. 
 Australija           5    4    1    0     (22: 6)      
13
 
 2. 
 Nizozemska           5    3    1    1     (11: 7)      
10

 3. 
 Njemačka             5    3    0    2     (14:11)       
9

 4. 
 Argentina            5    2    1    2     ( 8:10)       
7
 
 5. 
 Novi Zeland          5    1    1    3     ( 6:13)       
4
 
 6. 
 J. Koreja            5    0    0    5     ( 2:16)       
0
```

## Doigravanje
Susreti doigravanja su se održali u subotu 19. lipnja 1999. 
- za 5. mjesto

| 10:05                                                               |       |                  |                                     |
| Novi Zeland                                                         | 3 : 1 | J. Koreja        | Suci: Judith Barnesby Jane Nockolds |
| Anna Lawrence 16.'(k.u/k) Mandy Smith 28.'(k.u/k) Moira Senior 55.' |       | Kim Mi-Hyun 39.' | Suci: Judith Barnesby Jane Nockolds |

- za brončano odličje

| 12:35                       |       |           |                               |
| Njemačka                    | 1 : 0 | Argentina | Suci: Renée Cohen Lyn Farrell |
| Natascha Keller 67.'(k.u/k) |       |           | Suci: Renée Cohen Lyn Farrell |

- za zlatno odličje

| 15:05                                                              |       |                                                           |                                   |
| Australija                                                         | 3 : 2 | Nizozemska                                                | Suci: Ute Conen Marelize de Klerk |
| Lisa Powell 1.'(k.u/k) Bianca Langham 30.'(k.u/k) Lisa Powell 55.' |       | Dillianne van den Boogaard 18.'(k.u/k) Karlijn Petri 35.' | Suci: Ute Conen Marelize de Klerk |

### Konačna ljestvica
| Mj. | Momčad      |
| --- | ----------- |
| 1.  | Australija  |
| 2.  | Nizozemska  |
| 3.  | Njemačka    |
| 4.  | Argentina   |
| 5.  | Novi Zeland |
| 6.  | J. Koreja   |

| Pobjednice             |
| ---------------------- |
| Australija Peti naslov |

## Najbolje sudionice
| Mj. | Hokejašica                 | Iz igre | Kazn. u/k | K.u. | Uk. |
| --- | -------------------------- | ------- | --------- | ---- | --- |
| 1.  | Alyson Annan               | 4       | 0         | 2    | 6   |
| 2.  | Claire Mitchell-Taverner   | 4       | 1         | 0    | 5   |
| 2.  | Natascha Keller            | 3       | 1         | 1    | 5   |
| 4.  | Katrina Powell             | 4       | 0         | 0    | 4   |
| 4.  | Fleur van de Kieft         | 4       | 0         | 0    | 4   |
| 6.  | Bianca Langham             | 0       | 3         | 0    | 3   |
| 6.  | Dillianne van den Boogaard | 0       | 3         | 0    | 3   |
| 6.  | Ageeth Boomgaardt          | 0       | 1         | 2    | 3   |